# Cavi di Plutone
Segue una lista dei cavi presenti sulla superficie di Plutone. La nomenclatura di Plutone è regolata dall'Unione Astronomica Internazionale; la lista contiene solo formazioni esogeologiche ufficialmente riconosciute da tale istituzione.
I cavi di Plutone portano di personaggi e luoghi collegati agli Inferi.

## Prospetto
| Cavus         | Eponimo                                                                                  | Latitudine | Longitudine | Diametro |
| ------------- | ---------------------------------------------------------------------------------------- | ---------- | ----------- | -------- |
| Adlivun Cavus | Adlivun - L'aldilà secondo la mitologia inuit.                                           | 15,24° S   | 188,51° E   | 22 km    |
| Hekla Cavus   | Hekla - Vulcano nel sud-ovest dell'Islanda, ritenuto nel Medioevo la porta dell'Inferno. | 6,51° N    | 154,39° E   | 98,41 km |